# ラディオ・トップ100オフィツィアルニ
ラディオ・トップ100オフィツィアルニ（チェコ語: Rádio Top 100 Oficiální）はチェコの音楽放送チャートであり、IFPI（国際レコード・ビデオ製作者連盟）のチェコ支部が毎週公開している。メインとなるトップ100ランキングに加え、2つのカテゴリ別ランキングも使われている。"Rádio CZ 50 Oficiální" はチェコおよびスロバキアのアーティスト限定のランキングで、"Rádio Top 20 Modern Rock" はオルタナティヴ・ロックのランキングである。ネット版のチャートは ifpicr.cz/hitparada で公開されており、毎週トップ100のうち上位50曲を見られる。